# Ichamio
Ichamio är en ort i Mexiko.   Den ligger i kommunen La Huacana och delstaten Michoacán de Ocampo, i den södra delen av landet, 290 km väster om huvudstaden Mexico City. Ichamio ligger 458 meter över havet och antalet invånare är 663.
Terrängen runt Ichamio är huvudsakligen kuperad. Ichamio ligger nere i en dal. Runt Ichamio är det glesbefolkat, med 16 invånare per kvadratkilometer. Närmaste större samhälle är La Huacana, 2,2 km nordost om Ichamio. I omgivningarna runt Ichamio växer huvudsakligen savannskog.